# Вулиця Ярослава Мудрого (Фастів)
Ву́лиця Ярослава Мудрого — вулиця в м. Фастів, яка перетинається вулицями Друкарською, Миру, Зигмунда Козара, а також Васильківською, Соборною і Луговою.

## Історія
Вулиця утворилась у 1845 році. Перша згадка її під назвою Костьольна (від Костела, що знаходився у кінці вулиці). 
За часів радянської окупації вулиця носила назву Червоноармійська. Сучасна назва Вулиця Ярослава Мудрого — з 2016 року.

## Відомі об'єкти
- буд. 17 — міжрайонна громадська організація «Національно-культурне товариство поляків і українців польського походження»[2]